# كفرتعلا
كفر تعلا  هي إحدى القرى اللبنانية من قرى قضاء جزين في محافظة الجنوب.